# Higashine
Higashine (東根市?) è una città giapponese della prefettura di Yamagata.